# 北方还阳参
北方还阳参（学名：Crepis crocea）为菊科还阳参属的植物。分布于俄罗斯以及中国大陆的内蒙古、河北、山西、青海、陕西、甘肃、北京等地，生长于海拔850米至2,900米的地区，多生于山坡、农田撂荒地和黄土丘陵地，目前尚未由人工引种栽培。